# Lagarostrobos franklinii
Lagarostrobos franklinii – gatunek drzew z rodziny zastrzalinowatych (Podocarpaceae). Reprezentuje monotypowy rodzaj Lagarostrobos C. J. Quinn. Jest endemitem Tasmanii, gdzie rośnie w dolinie rzeki Huon oraz w nieodległych obszarach wzdłuż południowego i zachodniego wybrzeża wyspy. Zasiedla brzegi rzek i strumieni, tworząc gęste drzewostany, rośnie zwykle w niższych położeniach do 150 m n.p.m., ale też na wilgotnych stanowiskach na stokach, najwyżej notowany na rzędnej 900 m n.p.m. Gatunek jest bardzo długowieczny – znane są okazy w wieku 3 tysięcy lat, a dzięki wyjątkowej odporności drewna na rozkład udało się także znaleźć kopalne pnie, których zachowane słoje przyrostów rocznych pozwoliły określić osiągnięty przez nie wiek na 12 tysięcy lat. Drzewa rozmnażają się w wielu miejscach skutecznie wegetatywnie z ukorzeniających się dolnych gałęzi (naturalne → odkłady). Na stanowisku na Mt. Read drzewostan na kilku ha to najwyraźniej jeden osobnik rozmnażający się wegetatywnie.

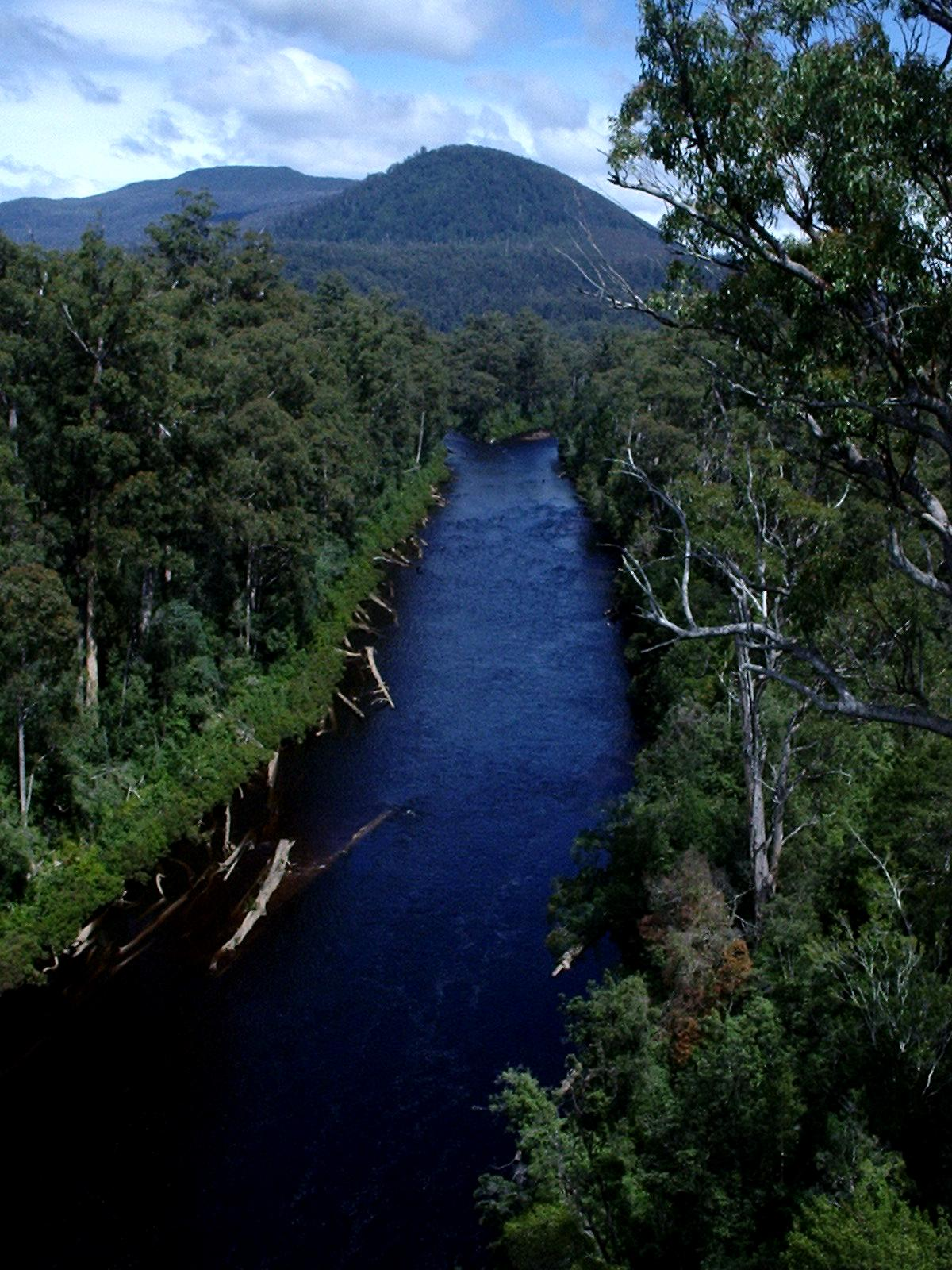
Siedlisko gatunku nad rzeką Huon

Drewno cenione jest jako surowiec w stolarstwie. Pozyskuje się też z niego olejek używany jako farba, konserwant, insektycyd; także wykorzystywany w lecznictwie do zaopatrywania ran i przeciw bólom zębów. Ponieważ ok. 85% zasobów gatunku występuje na obszarach chronionych, uznawany jest za niezagrożony (na czerwonej liście IUCN ma kategorię gatunku najmniejszej troski – LC).

## Morfologia

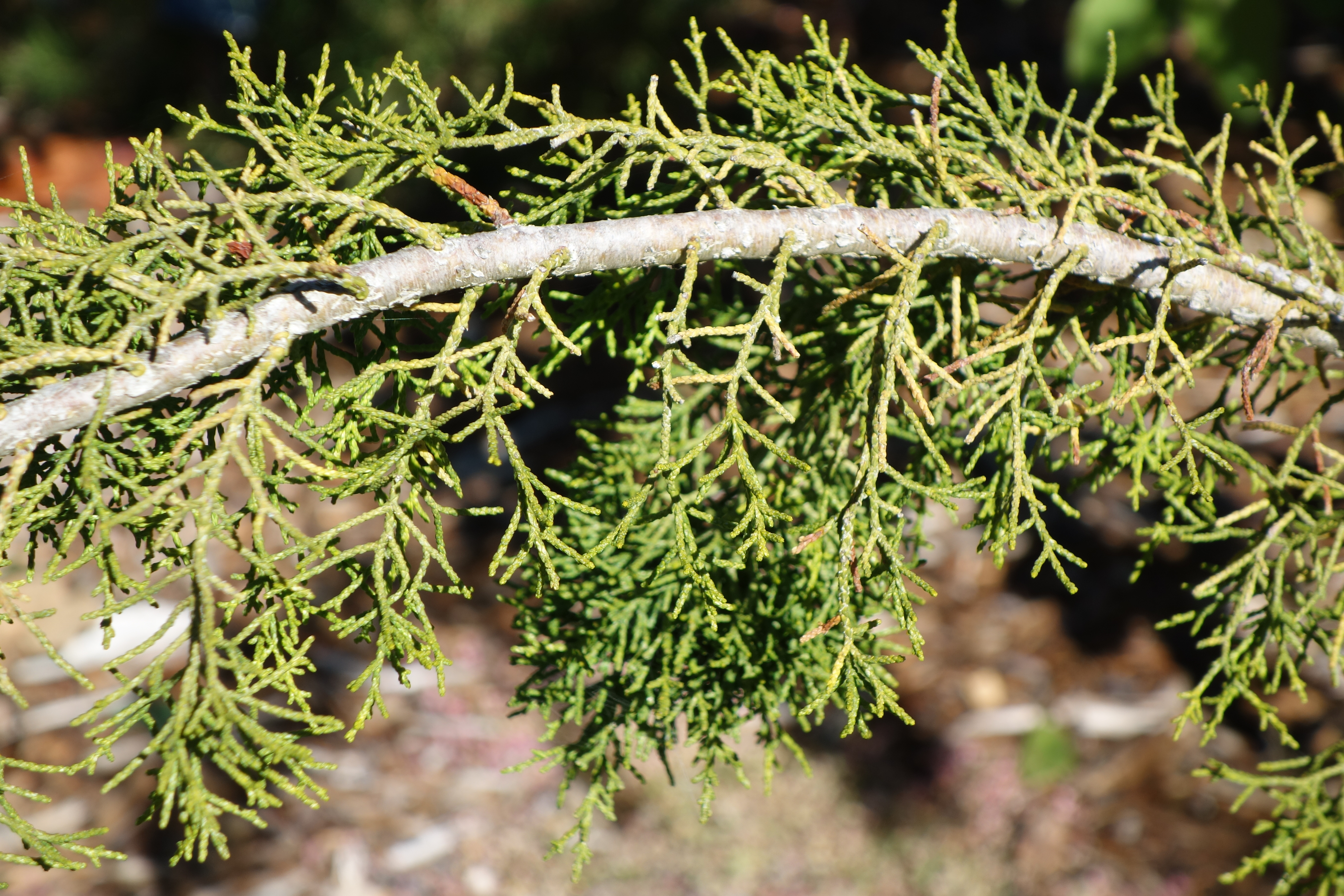
Pęd

PokrójDrzewo osiągające 30 m wysokości i do 1 m średnicy. Korona drzewa gęsta, ze zwisającymi młodszymi pędami. Szczególnie młode drzewa mają charakterystyczny, „płaczący” pokrój.
LiścieGatunek należy do wyjątków wśród zastrzalinowatych ze względu na brak liści młodocianych. Wszystkie są łuskowate, drobne, o długości do 1 mm, ciasno ułożone na pędzie, z wyraźnym kilem.
Organy generatywneRośliny jednopienne. Kwiaty męskie z 12–15 mikrosporofilami. Strobile żeńskie wyrastają na końcach pędów, składają się z 4-8 łusek i są bardzo drobne. Nasiona są kulistawe, o średnicy 2 mm.

## Systematyka
Gatunek reprezentuje monotypowy rodzaj Lagarostrobos C. J. Quinn, Austral. J. Bot. 30: 316. 14 Jul 1982 z rodziny zastrzalinowatych (Podocarpaceae). Początkowo, w 1845 opisany został przez Josepha Daltona Hookera, jako jeden z wielu gatunków z szeroko wówczas ujmowanego rodzaju obłuszyn Dacrydium. Rodzaj Lagarostrobos wyodrębniony został w 1982, jako jeden z kilku, na które podzielono Dacrydium. Początkowo do rodzaju tego włączano też Lagarostrobos colensoi, który w 1995 przeniesiony został do własnego, także monotypowego rodzaju jako Manoao colensoi.